# Clément Chartier
 (mai 2017).
Si vous disposez d'ouvrages ou d'articles de référence ou si vous connaissez des sites web de qualité traitant du thème abordé ici, merci de compléter l'article en donnant les références utiles à sa vérifiabilité et en les liant à la section « Notes et références ».
Clément Chartier, né en 1946, est un Métis canadien. 
Chartier a été président du Conseil mondial des peuples autochtones entre 1984-87 et vice-président entre 1993 et 1997.

## Biographie
Né en Île-à-la-Crosse, Chartier a grandi à Buffalo Narrows. Officiellement, il devient avocat en 1980.
En 2006, Chartier est président du Ralliement national des Métis depuis le 24 octobre 2003. Auparavant, il a été président de la Nation métisse de la Saskatchewan (1998-2003), et remis le poste de président intérimaire à Lorna Docken lorsqu'il est devenu président du Ralliement national des Métis.

## Prix et reconnaissance
- Février 2004 : Conseiller de la reine du gouvernement provincial de Saskatchewan.

## Liens Externes
- Conseil national des Métis : Clément Chartier profile
- Notices d'autorité :   - VIAF
  - ISNI
  - LCCN
  - Lettonie
  - WorldCat